# 愛知県立新川高等学校
愛知県立新川高等学校（あいちけんりつ しんかわこうとうがっこう）は、愛知県清須市阿原北野に位置する県立の高等学校である。

## 概要
現在の複合選抜制度下では尾張学区第2群Aグループに属している。
県内公立高校では珍しい水深1.5メートルの50mプールが設置されている。
文武両道を学校教育方針としている。
創立20周年式典では宇宙飛行士の毛利衛が講演をした。
2007年（平成19年）4月より授業数を変更し授業を46分にすることで一日7時間授業を実現（週35コマ）。
2022年（令和4年）4月より授業時間を46分から50分に変更（週33コマ）。
校内に2台の自動販売機、購買がある。

## 沿革
- 1986年（昭和61年）
  - 4月1日 - 開校。
  - 4月10日 - 中棟、北棟、渡り廊下建設工事竣工。
  - 4月23日 - 体育館、体育館渡り廊下建設工事竣工。
- 1987年（昭和62年）3月3日 - 自転車置場建設工事竣工。
- 1988年（昭和63年）
  - 3月29日 - 体育館北側テニスコート・バレーボールコート整備工事竣工。
  - 6月21日 - プール竣工。
- 1990年（平成2年）2月20日 - 弓道場竣工。
- 2000年（平成12年）12月 ～ 2001年（平成13年）3月 - 東海豪雨災害復旧工事。
- 2005年（平成17年）7月7日  - 市町村合併により所在地が西春日井郡新川町から清須市となる。

## 交通アクセス
最寄りバス停は名古屋市営バス（名駅26号系統）の「新木町」停留所。各鉄道駅からは離れており、最も近いJR東海交通事業城北線 尾張星の宮駅からでも1km弱ある。平地にあることから自転車で通学する生徒も多い。

## 著名な卒業生
- 照喜名俊典（ジャズ・ユーフォニアム奏者）